# Représentation de la Crucifixion

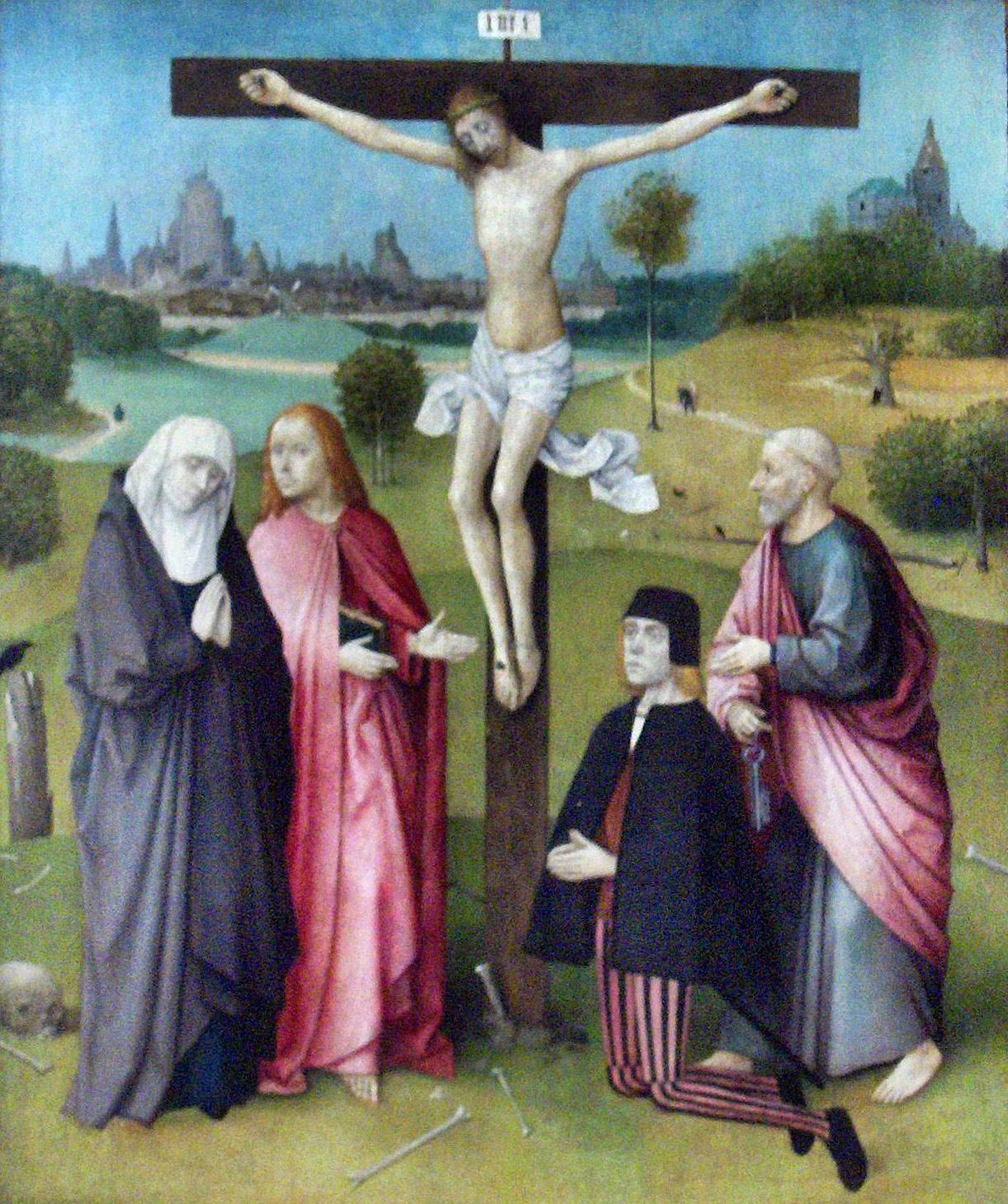
Par Hieronymus Bosch, composition avec la présence d'un donateur, 1490

La représentation de la Crucifixion se décline en plusieurs œuvres de la représentation artistique de Jésus-Christ, suivant les données précises de l'iconographie chrétienne de la Crucifixion.

## Histoire
Thème infamant dans la culture chrétienne (les quatre évangiles canoniques fourmillent de détails sur le récit de la Passion, à l'exception de la crucifixion qui donne une image trop crue et obscène de la souffrance du Christ) aussi bien que dans le paganisme gréco-romain (pour qui la beauté corporelle constitue par excellence l'attribut du Divin), la représentation du Christ en croix est rare dans l'art paléochrétien, étant même absente des catacombes de Rome.
Il n'est donc pas surprenant que le graffiti d'Alexamenos, peut-être le plus ancien dessin de la Crucifixion de Jésus, daté entre le Ier et IIIe siècles, soit une caricature païenne qui illustre que les chrétiens étaient l'objet de dérision. Il existe quelques gemmes avec l’image gravée du Christ en croix des IIe et IIIe siècles. Un bas-relief en bois de cyprès sur la grande porte de l'église Sainte-Sabine de Rome et qui date des années 420, est la première crucifixion à figurer dans une église. Avec l'Évangéliaire de Rabula du VIe siècle, premier manuscrit avec une enluminure présentant l'image complète de la Crucifixion, se fixent les ressorts de l'iconographie de la crucifixion : au centre, le Christ en croix, surélevé par rapport à celles des deux larrons ; en contrebas, les saintes Maries, dont Marie Madeleine et l'apôtre saint Jean ; en face les pleureuses ; au pied de la croix, les soldats qui jouent aux dés la tunique du Christ, le centurion saint Longin qui transperce le flanc de Jésus de sa lance et Stéphaton, nom dont l'origine n'est toujours pas éclaircie, qui lui tend une éponge imbibée de « vinaigre » (probablement la posca).

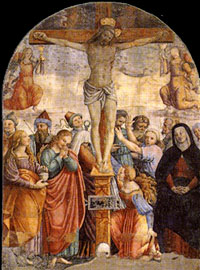
Par Mariano di ser Austerio, avec sainte Anne, 1522.

L'interprétation de la crucifixion est jugée parfois scandaleuse, comme le Christ nu de Michel-Ange ou le Christ couvert de pustules du retable d'Issenheim mais, malgré les styles différents au cours des siècles, elle présente plusieurs traits communs, conformes à l'iconographie traditionnelle, jusqu'à la fin du XIXe siècle. C'est avec La Tentation de saint Antoine, œuvre érotique de Félicien Rops en 1878 que la transgression du sacré est franchie. Dès lors, les artistes ultérieurs laissent cours à leur imagination pour interpréter le thème du Christ en croix de manières très diverses : scène humoristique de Brian Cohen chantant sur sa croix dans Monty Python : La Vie de Brian  en 1979 ; Piss Christ d'Andres Serrano en 1987, Christ et la chaise électrique de Paul Fryer en 2007 ou cérémoniels sanglants d'Hermann Nitsch, jugés blasphématoires.
L'histoire de la représentation de la crucifixion, du graffiti moqueur d'Alexamenos aux peintures byzantines chargées de symboles théologiques, du maniérisme expressif des œuvres de la Contre-Réforme à la rigueur janséniste, des caricatures blasphématoires de la France anticléricale et sa loi de 1881 à la variété de supports et d'objectifs des expressions artistiques du XXe siècle renseigne sur le regard de la société sur l'Église et ses clercs, sur les mouvements spirituels de la chrétienté et sur l'évolution actuel de ce symbole universel de plus en plus souvent détaché de ses références à la religion Jusqu'à un retour du symbole religieux dans l'art contemporain, comme l'œuvre Crucifix de Lumière

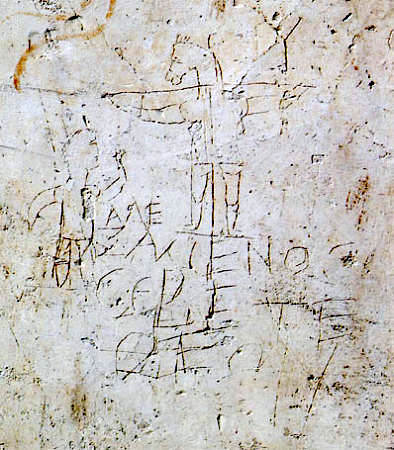
Graffiti d'Alexamenos, IIIe siècle.
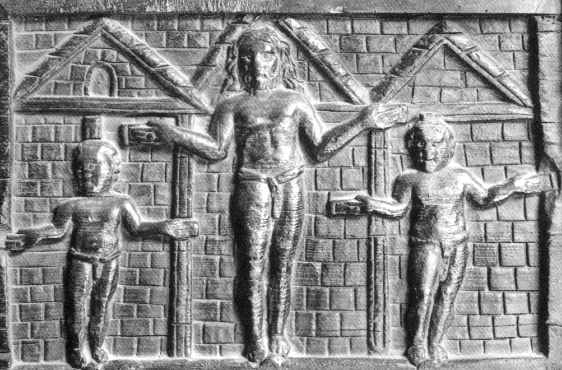
Bas-relief de Sainte-Sabine, 420.
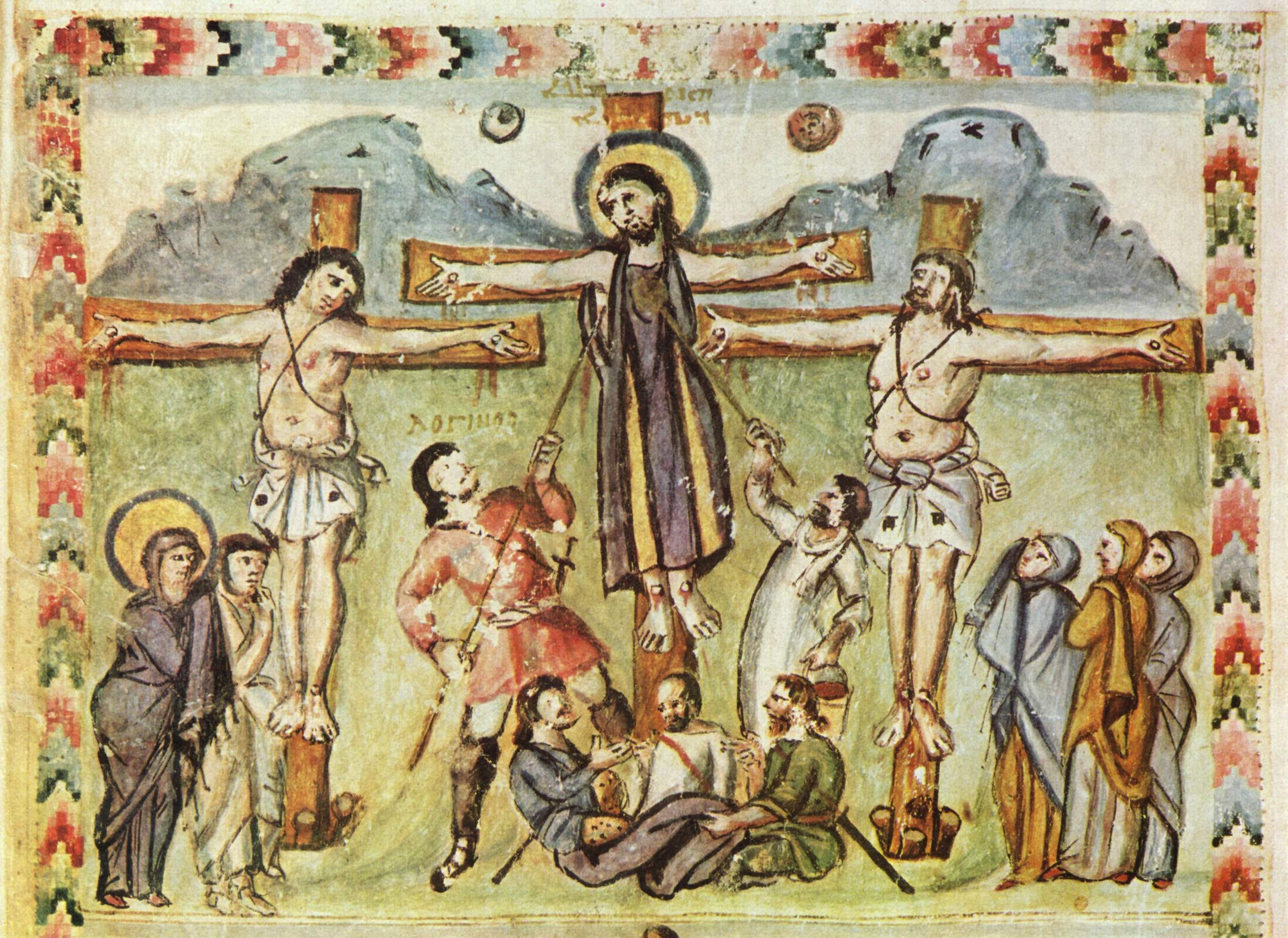
Évangéliaire de Rabula (Christ en colobium), VIe siècle.
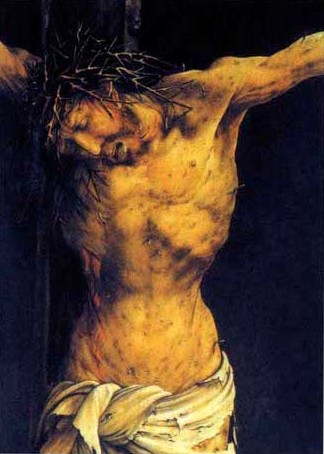
Retable d’Issenheim, 1512-1516.
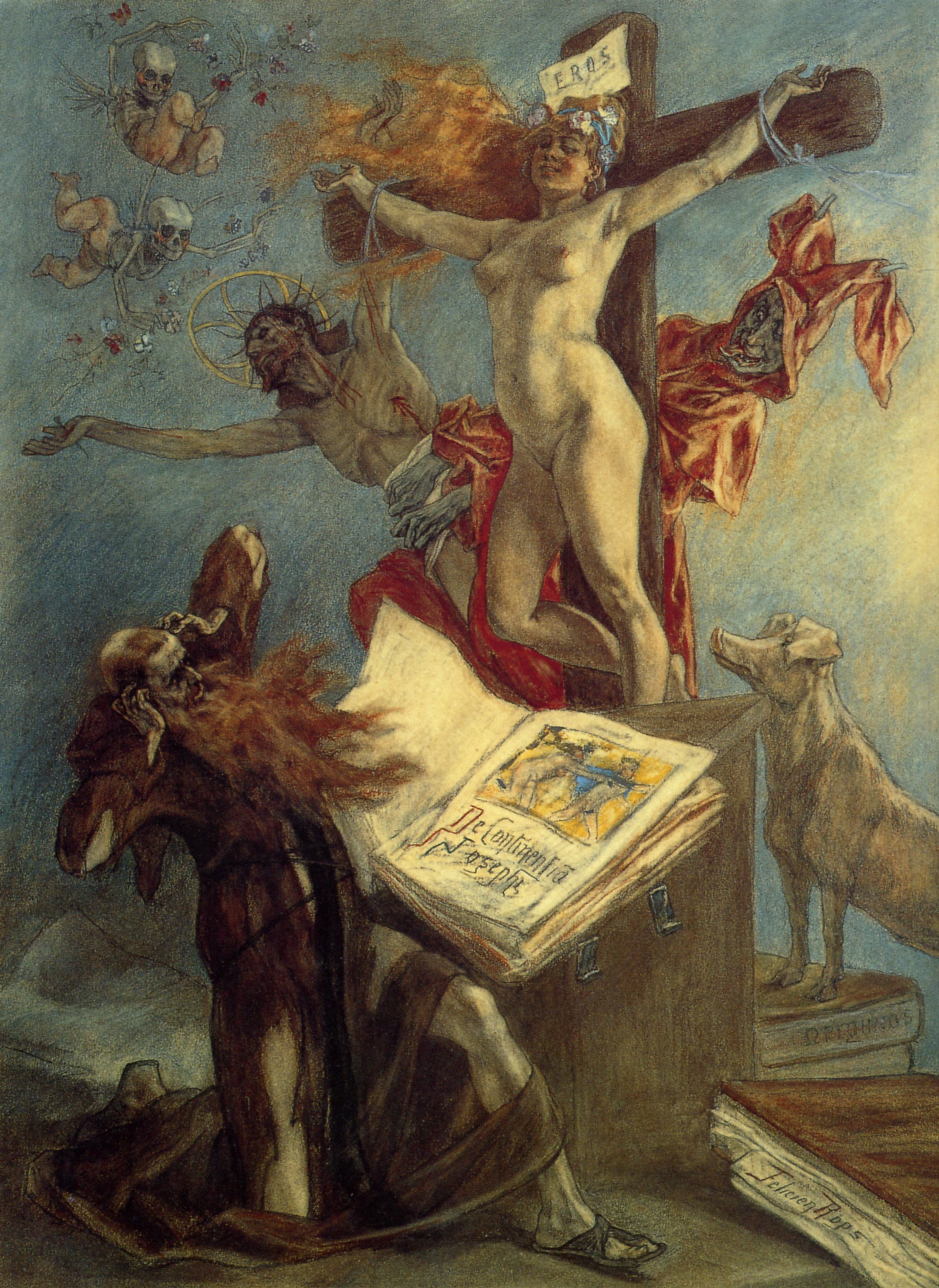
La Tentation de saint Antoine, 1878.
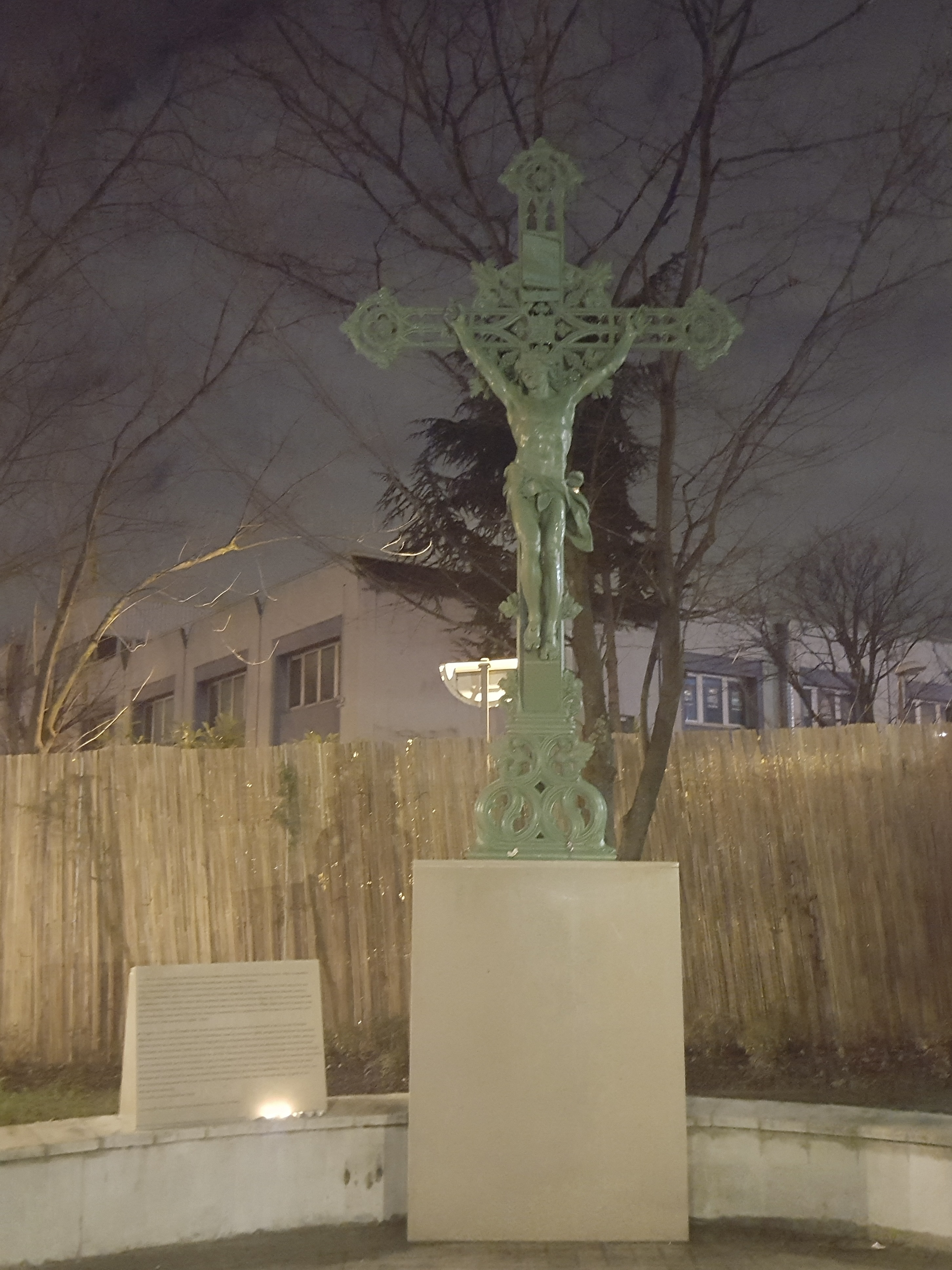
La Croix de l'Évangile à Paris.
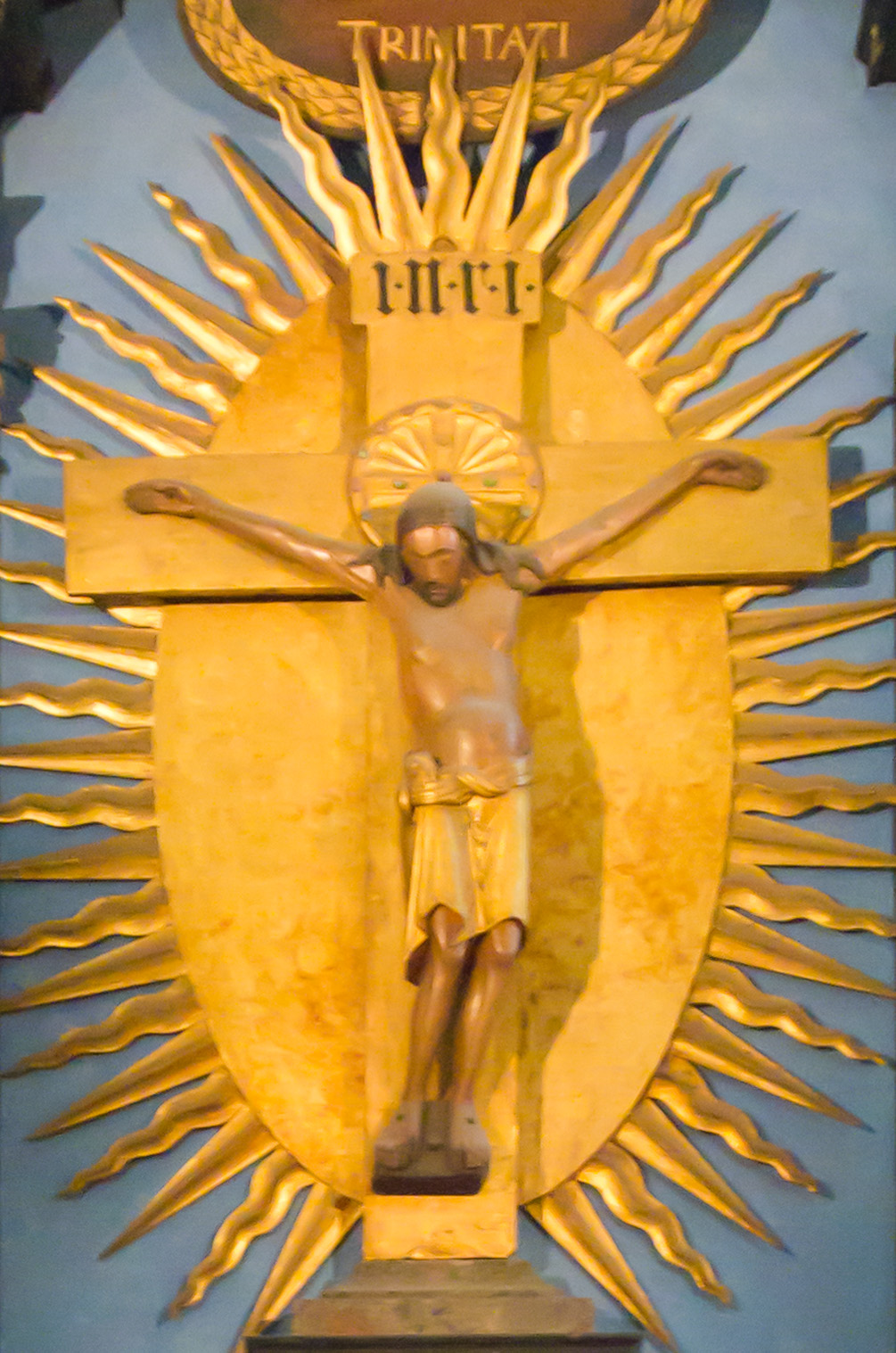
La Croix de Gero, à Cologne.
La Majesté Batlló, à Barcelone.
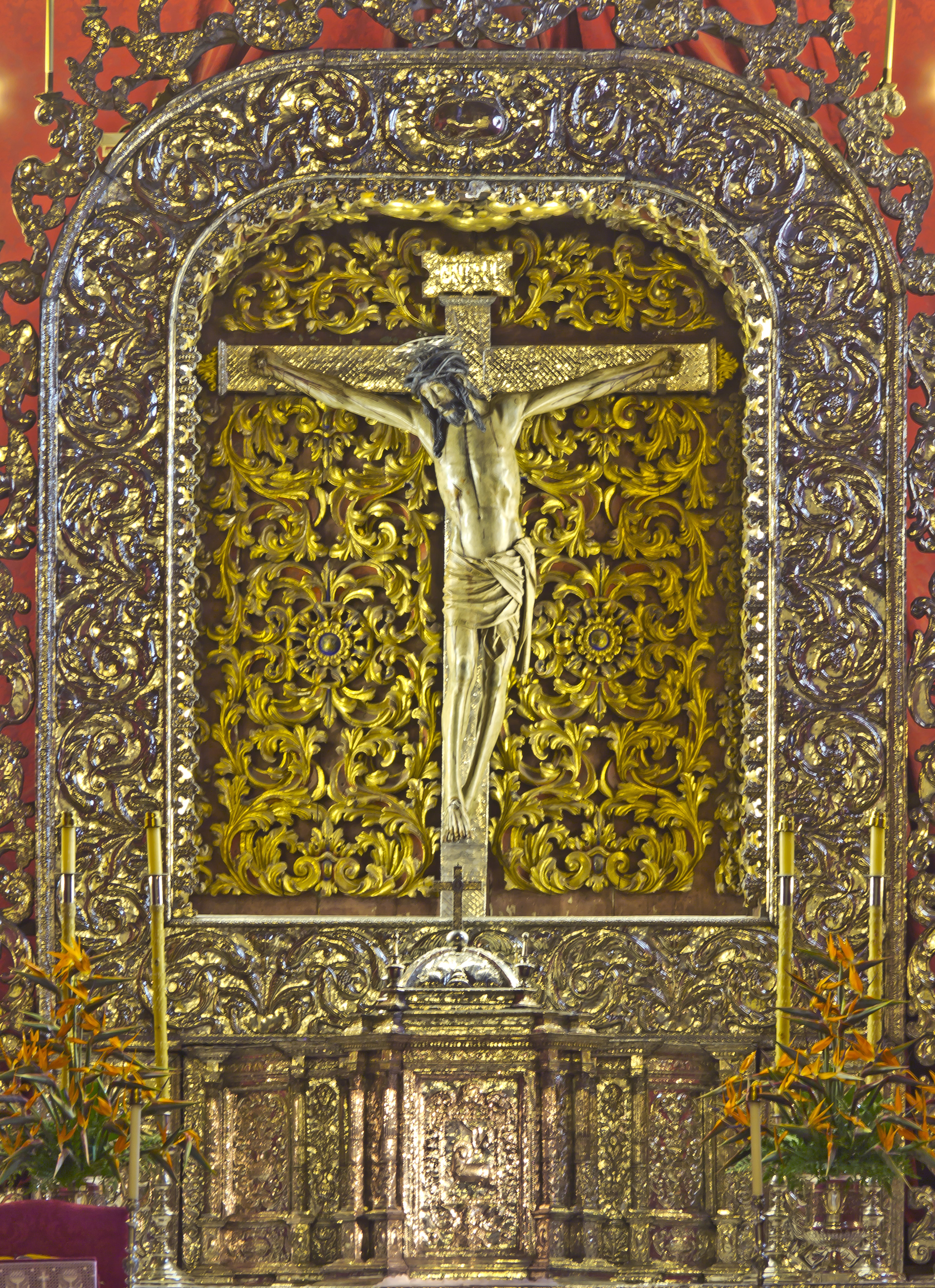
Cristo de La Laguna, à San Cristóbal de La Laguna, 1510–14.
Crucifix de Lumière de Filippo Biagioli. Église de Santo Stefano, Serravalle Pistoiese, Italie

## Thème
L'épisode du Christ sur la croix est rapporté par les Évangiles comme une étape importante de sa Passion, sa mort comme être humain incarné, un épisode qui termine le processus de sa condamnation, et qui précède sa Résurrection. Il devient pour les chrétiens le signe de la rédemption.
La scène étendue aux larrons également sur leur croix, et la vue élargie du Golgotha prend le nom, elle, du « Lieu du Calvaire » ou de calvaire par simplification (Andrea Mantegna).

## Iconographie

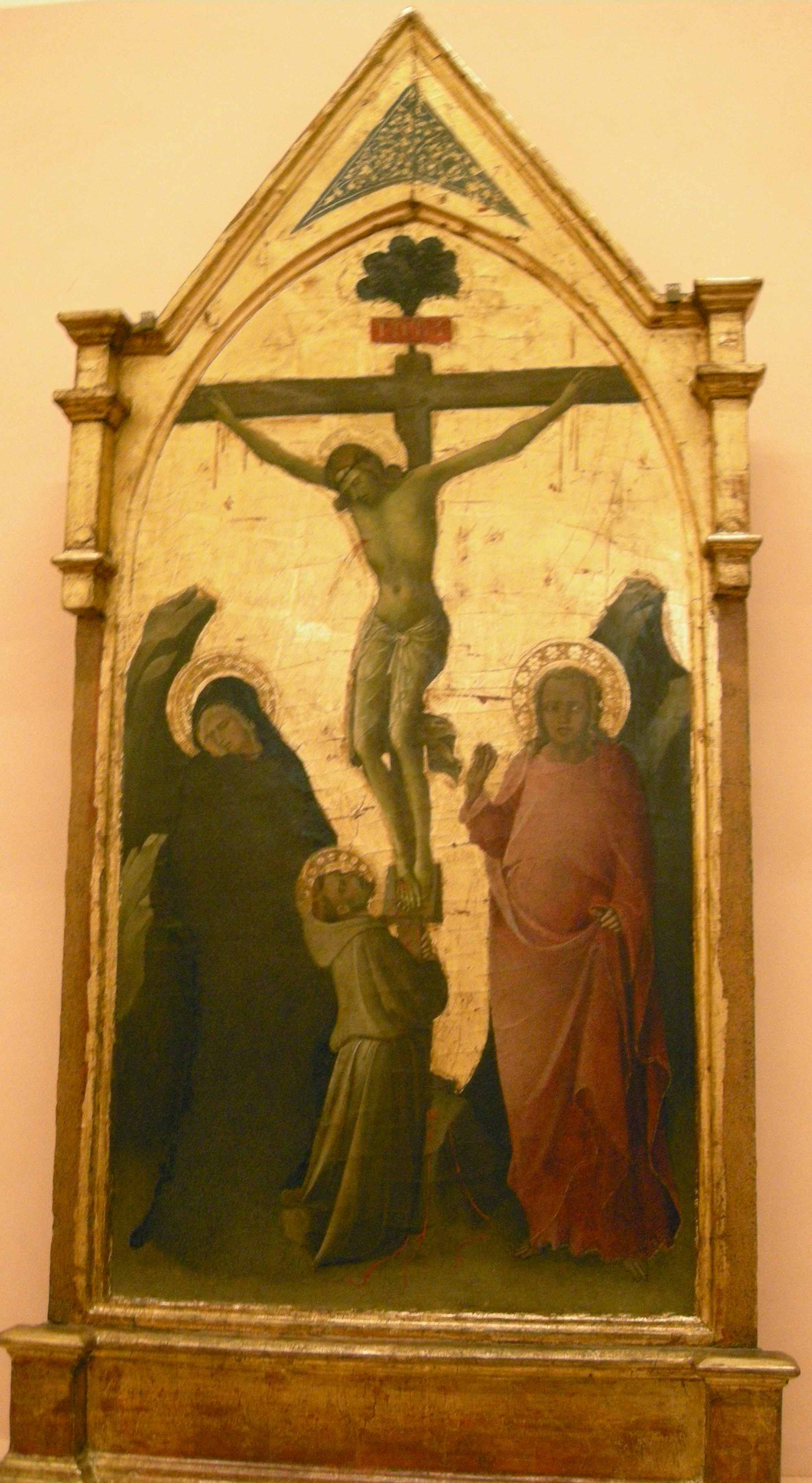
Par Lorenzo Monaco, avec saint François, 1420-1425

Il faut attendre le XIe siècle pour que le Christ soit représenté dans la position du condamné mourant du supplice infamant de la croix. Au  Ve siècle, il est représenté triomphant (Christus triumphans) « droit, majestueux, vêtu d'un long manteau royal, les yeux ouverts, bien vivant et vainqueur de la mort ». Au Xe siècle, il apparaît  en homme résigné (Christus patiens), puis en homme souffrant (Christus dolens) arqué sur la croix, couvert du simple périzonium sur le bassin, les yeux clos, le visage marqué, les côtes saillantes, les plaies sanguinolentes. Au XVIe siècle, la Contre-Réforme catholique incite fortement les artistes du maniérisme  à représenter le Christ en croix dans une posture plus  pathétique encore pour plus de dévotion.
Dans les premières représentations, le Christ est percé de quatre clous (deux aux pieds et deux aux mains), puis l'iconographie des trois clous, pourtant sans aucune historicité et anatomiquement peu plausible (le maintien du crucifié sur le poteau étant rendu impossible en raison des métatarses brisés) s'impose, généralement le pied droit surimposé sur le gauche (la droite est le symbole du bien, de la justice dans l'Antiquité et les trois clous sont peut-être une allusion à la Trinité), les deux pieds étant transpercés par un clou unique.
A contrario des crucifix où le Christ est représenté seul sur la croix de son supplice, isolé dans un cadre rectangulaire (peinture ou fresque), ou réduit au contour d'un crucifix chantourné, « La Crucifixion » le représente dans la scène complète de cet épisode de sa Passion, avec la présence des témoins et acteurs ; c'est aussi une station du chemin de croix.
On pourra y trouver les saintes Maries, dont Marie-Madeleine, d'autres membres de la famille sainte (sainte Anne), l'apôtre saint Jean, le soldat, devenu saint Longin, qui lui a transpercé le flanc de sa lance.
La présence de commanditaires ou de donateurs, ou de saints non contemporains du Christ pourra également se révéler sur les œuvres de dévotion privées (Hieronymus Bosch).
La scène s'insérant dans la suite des épisodes de la vie du Christ, se retrouve dans les représentations annexes et complémentaires des panneaux de prédelles des polyptyques, qui souvent démembrés, ont dispersé les scènes devenus tableaux à part entière.

## Œuvres
- La Crucifixion Mond de Raphaël (du nom d'un des propriétaires récent de l'œuvre)
- Le panneau de la Crucifixion du polyptyque de Pise de Masaccio
- La Crucifixion du Pérugin, fresque centrale
- La Crucifixion du Pérugin et Luca Signorelli
- La Crucifixion d'Ottaviano Nelli, fresque, Palazzo Trinci, Foligno, Italie
- La Crucifixion de Hieronymus Bosch, musées royaux des beaux-arts de Belgique
- La Crucifixion du Parlement de Paris peinte vers 1449, musée du Louvre
- La Crucifixion de Mariano di ser Austerio, Galerie nationale de l'Ombrie, Pérouse
- Les quatre versions de Matthias Grünewald montrant son évolution stylistique sur ce seul sujet : 
  - La Crucifixion de Bâle
  - La Crucifixion de Washington
  - La Crucifixion de Colmar
  - La Crucifixion de Karlsruhe

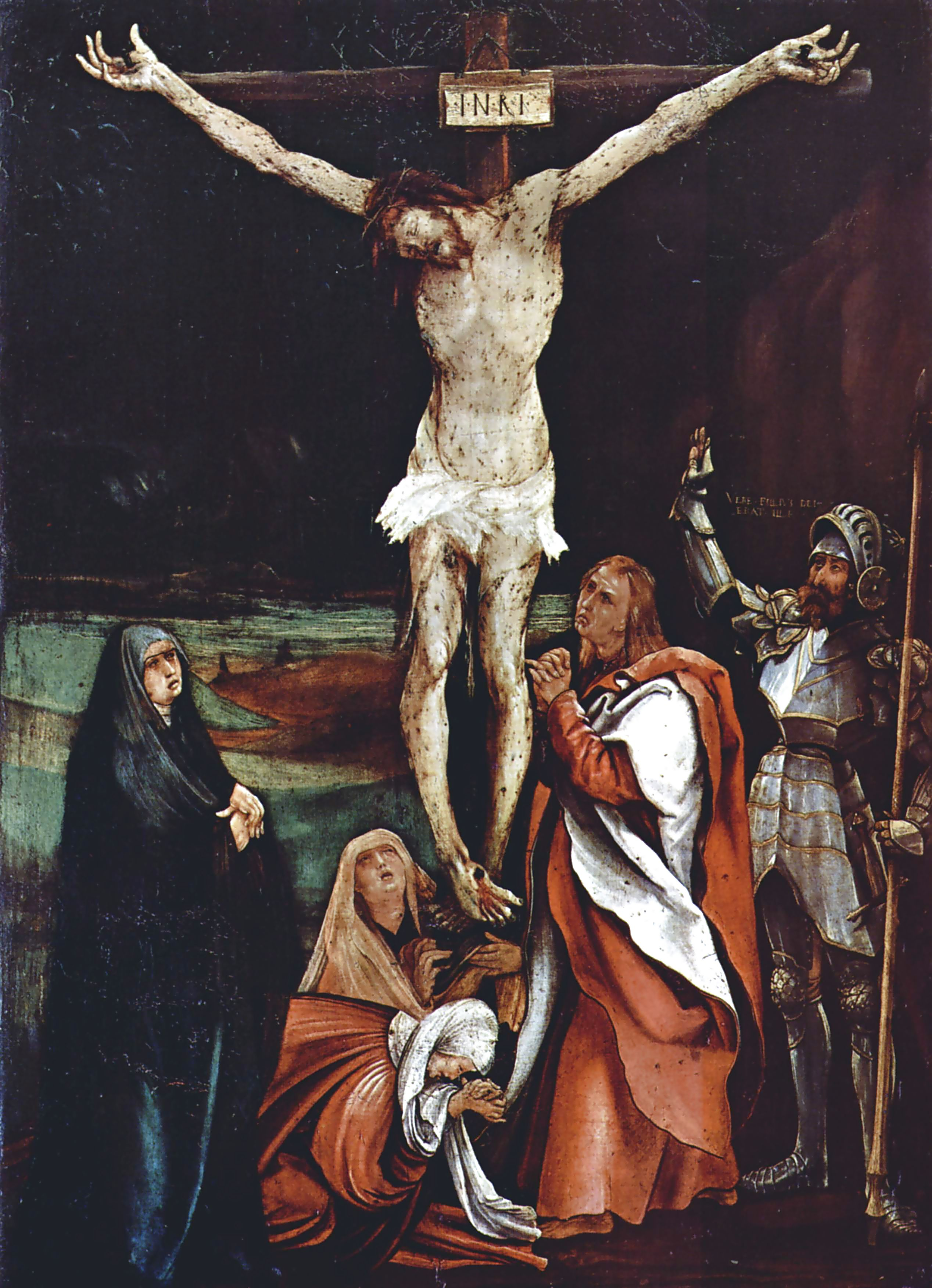
Crucifixion de Bâle.
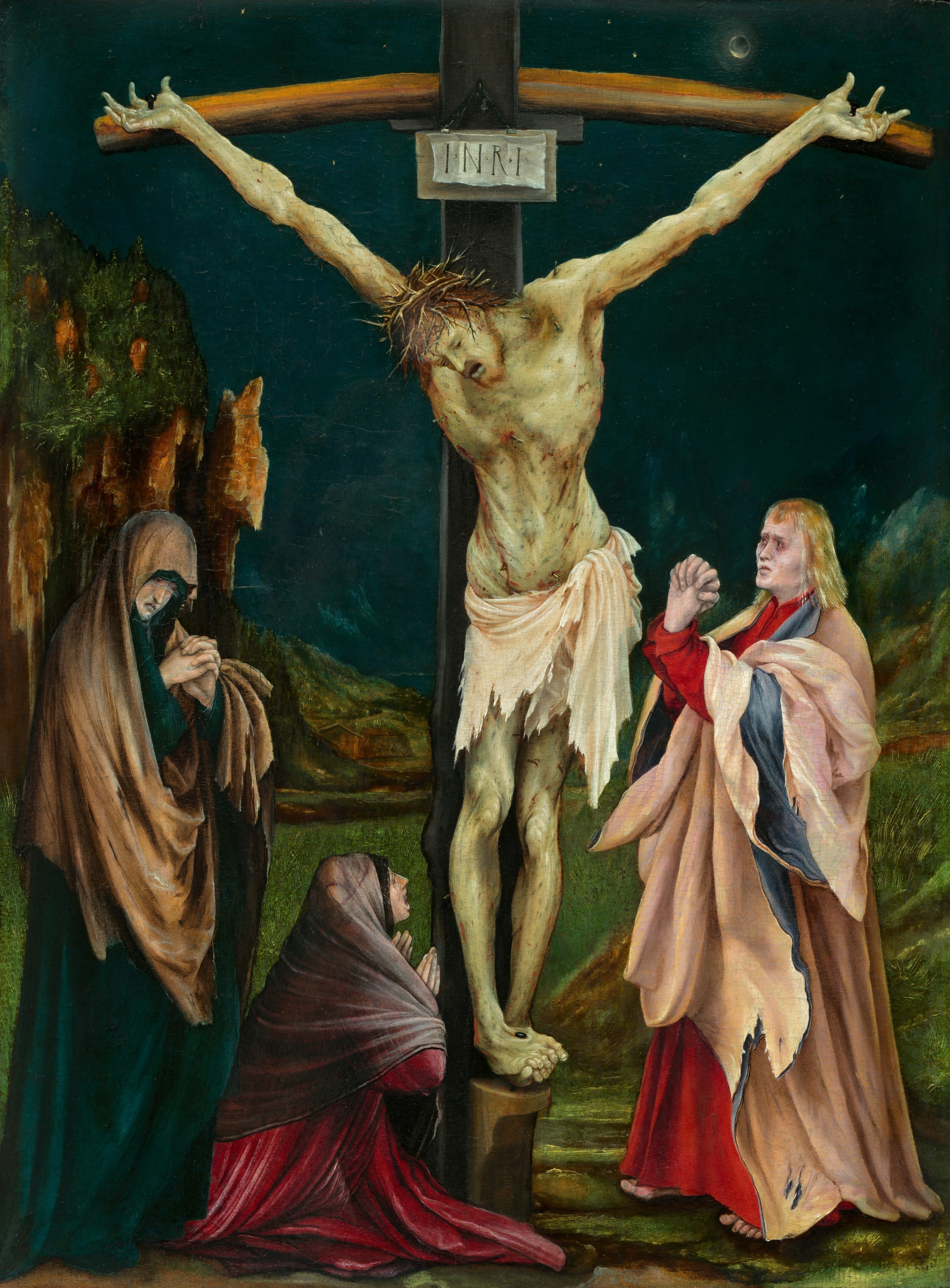
Crucifixion de Washington.
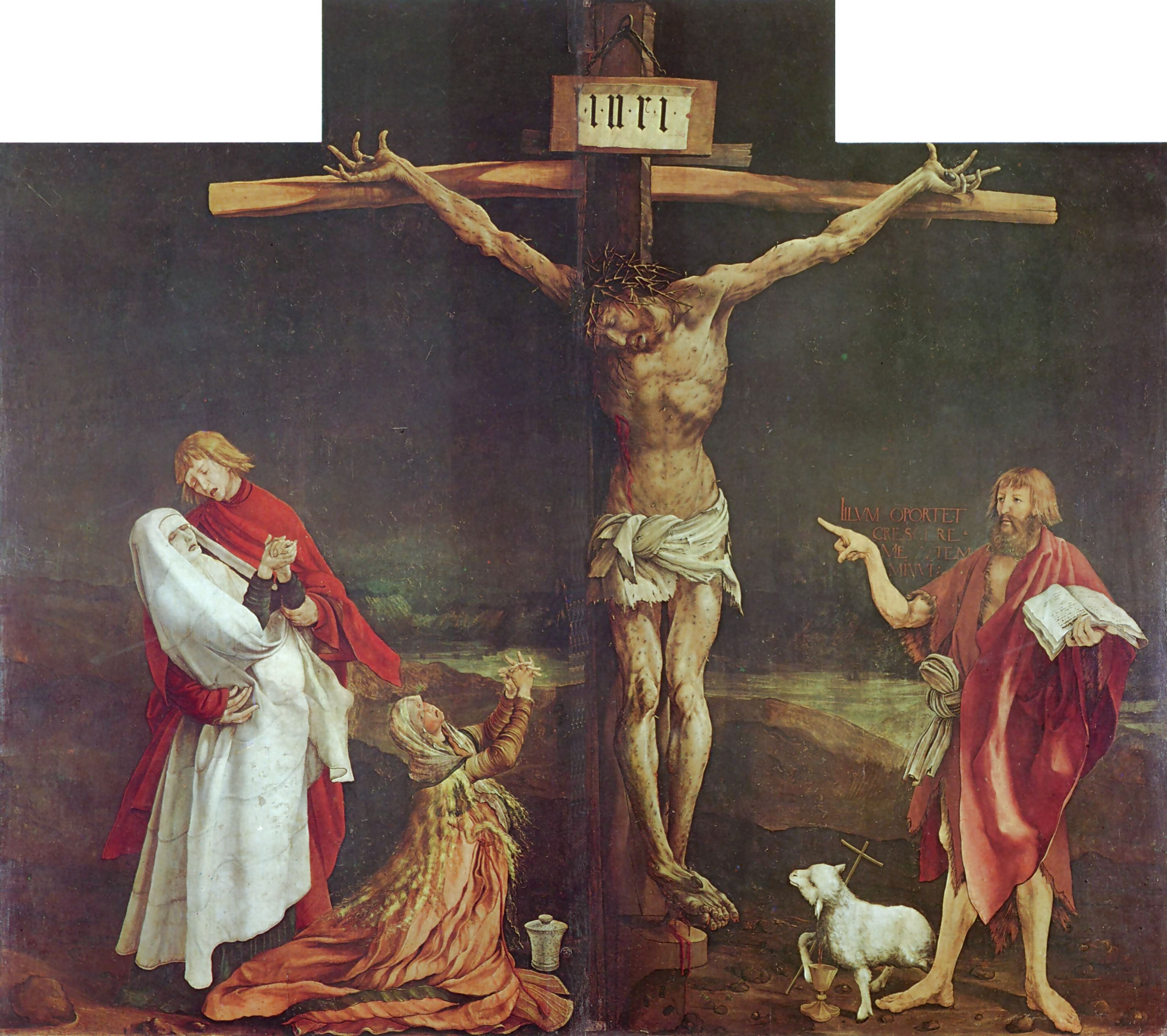
Crucifixion de Colmar.
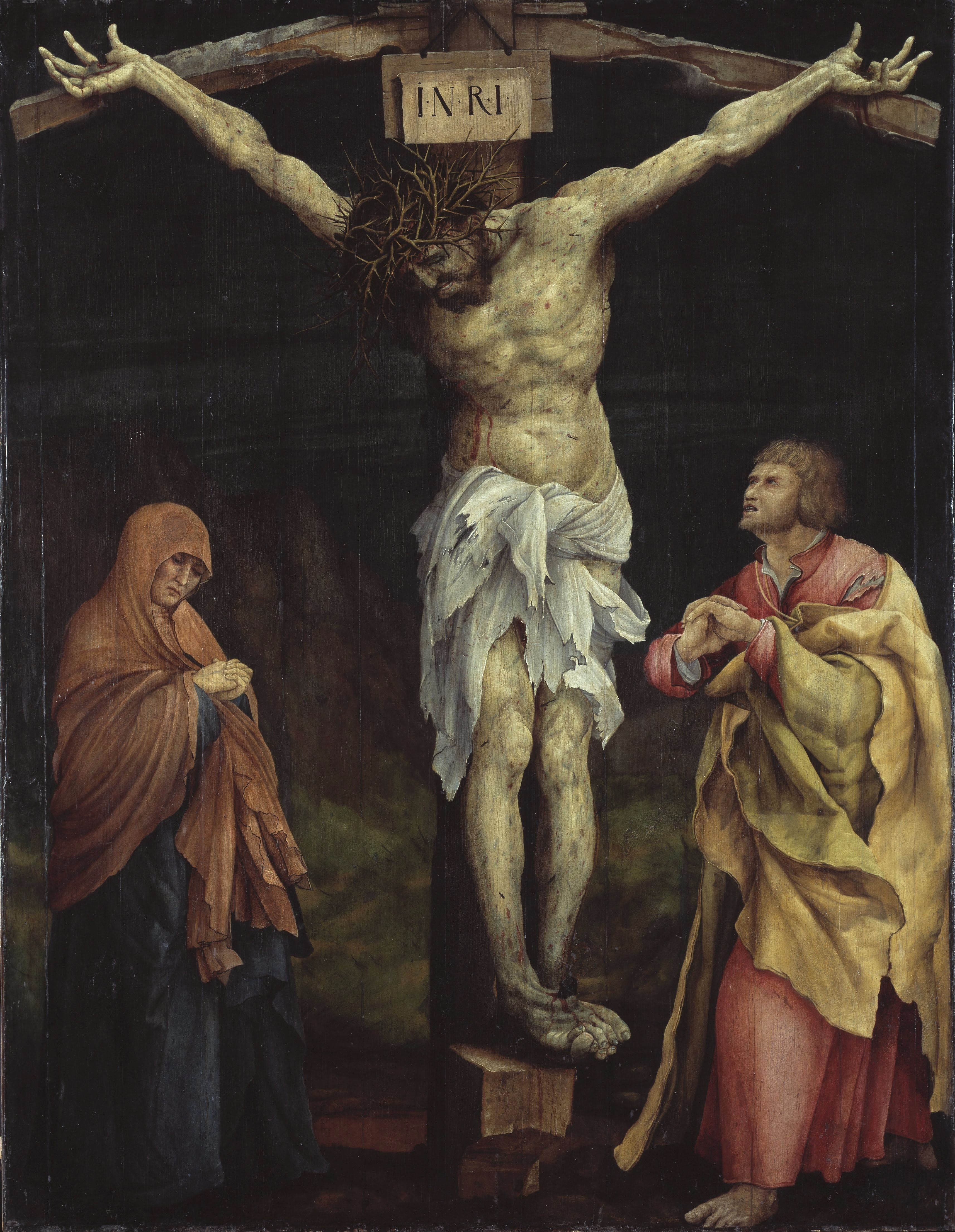
Crucifixion de Karlsruhe.

Cette seule scène dans les musées français (base Joconde)
- Andrea Solari : Notice no 000PE027066, sur la plateforme ouverte du patrimoine, base Joconde, ministère français de la Culture
- Lucas Cranach l'Ancien : Notice no M0072003215, sur la plateforme ouverte du patrimoine, base Joconde, ministère français de la Culture, à Libourne
- Gustave Doré : Notice no 00160000919, sur la plateforme ouverte du patrimoine, base Joconde, ministère français de la Culture, à Strasbourg
- Gregorio di Cecco di Luca : Notice no 000PE012569, sur la plateforme ouverte du patrimoine, base Joconde, ministère français de la Culture, à Avignon
- Pedro de Campaña : Notice no 00000059263, sur la plateforme ouverte du patrimoine, base Joconde, ministère français de la Culture
- Maître de la Madone de San Piero d'Ovile : Notice no 000PE025659, sur la plateforme ouverte du patrimoine, base Joconde, ministère français de la Culture
- Lippo Memmi : Notice no 00000104655, sur la plateforme ouverte du patrimoine, base Joconde, ministère français de la Culture
- Pablo Picasso : Notice no 50430002174, sur la plateforme ouverte du patrimoine, base Joconde, ministère français de la Culture
- Lorenzo Monaco : élément de prédelle, Notice no 000PE025625, sur la plateforme ouverte du patrimoine, base Joconde, ministère français de la Culture
- Pseudo Jacopino di Francesco : Notice no 000PE012570, sur la plateforme ouverte du patrimoine, base Joconde, ministère français de la Culture, à Avignon
- Jean II Restout : Notice no 09940005566, sur la plateforme ouverte du patrimoine, base Joconde, ministère français de la Culture, à Grenoble
- Adriaen Ysenbrandt : Notice no 09630004913, sur la plateforme ouverte du patrimoine, base Joconde, ministère français de la Culture, à Bourg-en-Bresse